# Розстріляне безсмертя (поема)
«Розстріляне безсмертя» — поема Володимира Сосюри.
Володимир Сосюра закінчив роботу над поемою 1960 року, розпочав в довоєнний час і опублікував у 1988 р.
Вважається, що вступна частина цього твору, присвяченого жертвам сталінського терору, є поновленим автором по пам'яті уривком втраченої поеми «Махно». Поема багата на проникливі характеристики, які автор дає друзям і знайомим, і які разом з оцінкою власних вчинків і почуттів відтворюють духовний образ трагічного часу. Ці поетичні мемуари стали першим великим зверненням повоєнної поезії до фактів епохи сталінізму і разом з його автобіографічним романом «Третя Рота»(1989) поклали початок розробки цієї теми.
Поема свідчить, що Сосюра ніколи не зраджував ідеалів юності, коли сам зі зброєю в руках боровся за українську незалежність, разом зі своїми друзями і колегами у 20-х роках намагався піднести до європейського рівня рідну літературу. В поемі щиро й тепло розповідається про цвіт української творчої інтелігенції, який було знищено сталінськими катами перед війною. Хвилюючий ліризм часто переривається гострою критикою новітньої влади.
Із літературного доробку В. Сосюри радянською цензурою послідовно вилучалися багато творів, у тому числі й «Розстріляне безсмертя».
Десятиріччями ці твори ретельно приховувалися від читача, бо в них оспівувалося романтичне минуле України, зображалися трагічні історичні постаті, по-новому трактувалися сюжети, в яких розроблялися етичні та філософські питання, крізь національне світосприйняття осмислювалися загальнолюдські цінності.
Початковий задум написання поеми змінився в процесі її створення. Спочатку поема мала називатися «Махно», потім «Примаков». Але остаточною назвою стало «Розстріляне безсмертя».
Авторська ідея розширювалася в процесі роботи над твором. Згадуючи про репресованих письменників, державних і партійних діячів, В. Сосюра в поетичній формі прагнув увічнити десятки імен, які на той час поверталися із небуття. Не забув він і тих, кого «забули» в часи хрущовської відлиги (М. Хвильовий, М. Яловий), і перейшов навіть до живих сучасників. У поемі є чимало цікавих сторінок, гідних високого поетичного таланту Сосюри, але є й слабкі місця.
У Сосюри був намір обезсмертити всіх тих своїх сучасників, що стали жертвою розстрілів у 20—30-х роках ХХ ст. та об'єдналися в метафорі «розстріляного відродження». Цю метафору запровадив у літературу Ю. Лавріненко у 1959 р., коли вийшла антологія саме з такою назвою.
Поему не вдалося завершити і її уривки сприймаються лише як поетичне свідчення сучасника і «літературного відродження», і його розстрілу. На відміну від П. Тичини, М. Рильського, О. Довженка, Ю. Яновського, В. Сосюра зважився увічнити пам'ять про всіх невинно вбитих у поетичних рядках.
Щоб створити духовну катастрофу нації, треба «небагато»: знищити одночасно її інтелектуальний потенціал. Сосюра в поемі пише про розстріл чи злам значно більшої кількості українських письменників, військових, учених, театралів, державних діячів, журналістів. І їх безліч. Великий оптиміст, В. Сосюра вважав, що на місце знищених прийшли вже нові таланти України, вони здатні замінити вбитих і можуть претендувати на місце безсмертних, але… Історія доводить, що свідомо винищена в таких масштабах духовна енергія нації здатна відродитись хіба що через 100 років. Або зовсім не відродитися.
Володимир Сосюра — яскравий представник поетів-ліриків нового покоління, яке було приречене пристосовуватися до умов ідеологічного керівництва літературою.
Протягом останніх років уявлення про Сосюру збагатилося новими матеріалами, фактами, творами, які допомагають оцінювати постать поета всебічно, враховуючи трагічну добу, в яку йому довелося жити і творити. Публікації забороненої спадщини поглибили і розширили наше розуміння його життєвої і творчої драми.
Епічні твори важко було підпорядковувати до вимог заідеологізованої літератури, бо в центрі перебували проблеми людини і суспільства, історико-філософські проблеми, моральні тощо.
Епічна спадщина поета не така вже й мала. Близько половини творів з доробку В. Сосюри належить до епіки і характеризуються прагненням поета осмислити минуле України, нагальні проблеми, шукати істину за покликом серця і сумління. Бо драматична доля України, патріотом якої був письменник, не була одинокою. Таку трагедію пережили чимало народів.
Головною думкою твору є засудження жорстокого сталінського режиму, розповідь про несправедливо покараних письменників.
За жанром «Розстріляне безсмертя» можна назвати віршованим публіцистичним есе. Хоча оцінка доробку культурних діячів у поета суб'єктивна, але на той час це був дуже сміливий крок.
Це новий жанр в українській літературі. У ній Сосюра майстерно поєднав риси публіцистичного есе з рисами ліричної поеми.
«Розстріляне безсмертя» складається з одного розділу, де автор розповів про друзів, вбитих без вини.
У поемі не бачимо ні пейзажу, ні дій, іноді трапляються ліричні монологи.
Твір має яскраво виражений публіцистичний характер, завдання якого — реабілітувати письменників, побратимів.
Поет боляче переживає будь-які прояви несправедливості, а у випадку розправи над побратимами по перу, почував власну вину тому, що його минула гірка чаша розправи, що лишився живим.
У поемі є лише ліричні монологи, хронологія не явна, але чітко можна визначити історичні часи, подані у творі. Йдеться про репресії 1930-х рр.
У творі автор підносить проблему людини та влади, проблему своїх та чужих, проблему вічної переляканості людей під час побудови та життя у СРСР. В. Сосюра прагне розкрити очі читачам, щоб вони бачили, як люди гинули і за що.
У «Розстріляному безсмерті» в багатьох строфах вжито звертання, де згадується певний діяч мистецтва. Порівняння постають ідейно влучними та експресивними. Автор часто вдається до риторичних запитань, які ліричний герой ставить до себе та оточуючих.
Твір вдало наповнений епітетами, порівняннями, метафорами.